# Tsjaadbekken
Het Tsjaadbekken is het grootste endoreïsche bekken van Afrika en heeft als centrum het Tsjaadmeer. Het strekt zich uit over zeven landen, waaronder het grootste deel van Tsjaad en een groot deel van Niger. Het bevat grote gebieden met woestijn of semi-aride savanne, en komt bijna volledig overeen met het sedimentaire bekken, maar heeft een grotere uitbreiding naar het oosten en noordoosten.
De regio heeft een snel groeiende etnisch diverse bevolking, van 30 miljoen in 2011. Het gecombineerde effect van de bouw van nieuwe dammen, de toename van irrigatieopnames en de verminderde regenval zorgen voor een watertekort dat leidt tot het slinken van het Tsjaadmeer, de groei van het terrorisme en de organisatie Boko Haram in de regio.

## Geologie
Het geologische bekken, dat kleiner is dan het stroomgebied, is van sedimentaire oorsprong en werd gevormd in het Fanerozoïcum tijdens het divergentieproces van de platen dat leidde tot de opening van de Zuid-Atlantische Oceaan.
Het bekken ligt tussen het West-Afrikaanse kraton en het Congokraton, en is ongeveer gelijktijdig met de Benue-vallei gevormd. Het beslaat een oppervlakte van 2.335.000 km² en versmelt in het westen met het Iullemmedenbekken in de Damergou-vallei, die het Aïr-gebergte scheidt van het Zinder-gebergte. De basis van het bekken bestaat uit een substraat van Precambriaanse gesteenten, bedekt met meer dan 3.600 m sedimentaire afzettingen.